# 老街区
老街区，是缅甸联邦第一特区老街市下辖的一个区。

## 行政区划
老街区下辖3个社区。